# Quand la chair succombe (film, 1962)
Pour les articles homonymes, voir Quand la chair succombe.
Pour plus de détails, voir Fiche technique et Distribution.
Quand la chair succombe (Senilità) est un film franco-italien réalisé par Mauro Bolognini et sorti en 1962. C'est l'adaptation d'un roman, homonyme en italien, œuvre de l'écrivain natif de la ville alors autrichienne de Trieste, Italo Svevo.  

## Synopsis
Emilio Brentani, modeste employé de bureau, âgé d'une quarantaine d'années, rêve de devenir écrivain. Il vit avec sa sœur, une vieille fille privée d'amour, et n'a qu'un seul ami, le sculpteur Stefano… Celui-ci lui fait rencontrer Angiolina, dont la beauté le bouleverse. Bien qu'amoureux d'elle, Emilio, par peur et par égoïsme tout à la fois, n'ose pourtant rien entreprendre. Angiolina, de son côté, joue la comédie, ment et dissimule qu'elle est une prostituée… De fait, Emilio finira ses jours seul, sans bonheur mais sans souffrance…

## Fiche technique
- Titre original : Senilità
- Titre en France : Quand la chair succombe
- Réalisation : Mauro Bolognini
- Scénario : Mauro Bolognini, Tullio Pinelli, Goffredo Parise d'après le roman d'Italo Svevo: Senilità (1898).
- Photographie : Armando Nannuzzi, noir et blanc
- Musique : Piero Piccioni
- Genre : Drame
- Durée : 115 minutes
- Date de sortie : 27 février 1963
- Pays : France, Italie

## Distribution
- Anthony Franciosa : Emilio Brentani
- Claudia Cardinale : Angiolina Zarri
- Betsy Blair : Amalia Brentani
- Philippe Leroy : Stefano Balli
- Raimondo Magni : Visentini
- Aldo Bufi Landi : Soriani
- Nadia Marlowa : Margherita
- John Stacy : Dott. Carini
- Franca Mazzoni : Mlle Chierici
- Marcella Valeri : Mlle Parecci
- Paola Di Mario : La sœur d'Angiolina
- Stefano Balli
- Marcella Rovena
- Romano Puppo

## Réception

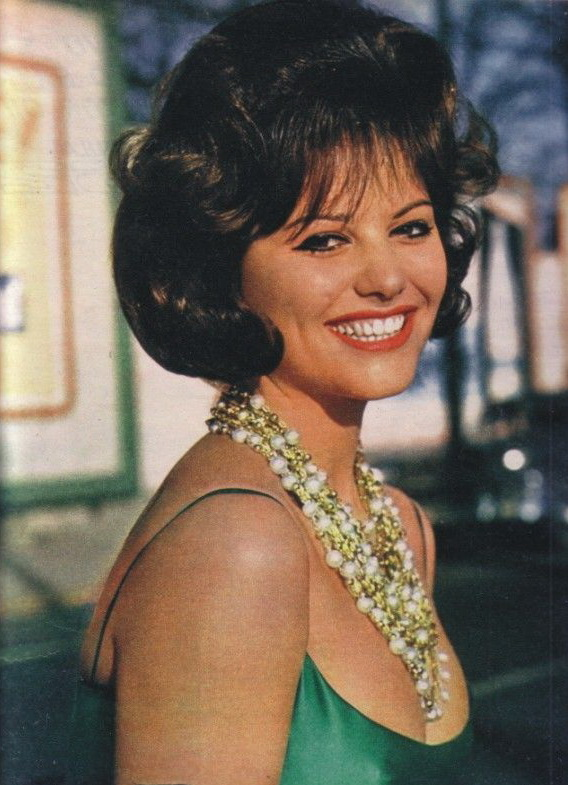
L'actrice Claudia Cardinale, posant pour le magazine italien Tempo, l'année de sortie du film.

« Bolognini est un des plus grands plasticiens du cinéma », affirme Jacques Lourcelles. Senilita (tristement nommé en France, Quand la chair succombe) ne contredira pas ce point de vue. « Tout son film, d'ailleurs, se présente comme un exercice de calligraphie raffinée qui allie la subtilité de la mise en scène à un soin exceptionnel de reconstitution de l'atmosphère d'une époque. »
« Betsy Blair, parfaite dans le rôle d'Amalia Brentani qui rappelle ses emplois dans Marty ou Calle Mayor nous offre ici une nouvelle preuve de son talent de grande comédienne. Enjouée et canaille, Claudia Cardinale, dont l'allure rappelle Louise Brooks, est excellente », ajoute F. Buache. En revanche, le personnage d'Emilio, interprété par Anthony Franciosa, suscita des réserves. Bolognini plaide, néanmoins, que l'acteur américain « ressemblait au personnage du livre : il ne fallait pas que ce soit un homme vieux physiquement, il fallait un homme jeune parce que la sénilité est intérieure. Visuellement, Franciosa était fort et donc l'image devait dépasser cette force apparente. [...] peut-être n'a-t-il pas été vraiment convaincant. Il était compliqué pour lui de rendre cette sensibilité tordue, névrotique, qui est celle du protagoniste. »

## Adaptation de Svevo
Le film est une adaptation d'un roman autobiographique paru en 1898 dans l'indifférence totale de la critique à l'exception d'un James Joyce alors inconnu, Sénilité. Le titre original est à entendre que l'irréalisation de soi conduit le héros, irrésolu permanent, à une sorte de quiétude de vieux garçon avant même d'avoir vécu.
Angiolina, le personnage de femme en apparence sexuellement libérée mais en réalité réduite à se prostituer en attendant de se faire épouser, a réellement existé et ses semblables ont été suffisamment nombreuses pour qu'à une époque où l'avortement n'était pas légal, le Parti national libéral, inquiet de l'épidémie de maladies vénériennes qui sévit alors au sein de la bourgeoisie, charge un réseau de dames patronnesses de conduire un projet hygéniste de « rééducation » de ces immigrées venues en trop grand nombre à Trieste travailler comme domestiques. C'est le sens, détourné par l'auteur puis le cinéaste pour en mieux faire ressortir l'hypocrisie et le cynisme, de l'allusion faite au début du film de l'« éducation » par le mariage, un mariage de complaisance, qu'envisage Emilio pour Angiolina. 
Dans son adaptation, Bolognini effectue toutefois un glissement dans le temps. Le film transpose le roman de Svevo dans les années 1920. Le réalisateur explique : « Le livre a été publié en 1898, cependant son édition définitive, très différente de la première, date de 1927. Le succès ne vint pas tout de suite, Svevo ne fut reconnu que dans les années vingt. [...] Par ailleurs, il était plus facile de reconstituer la ville pour le tournage : retrouver la Trieste du XIXe siècle aurait été très dur. Le choix des années vingt fut à la fois technique et littéraire. »

## Portrait de Trieste et sa société
Bolognini portraiture aussi bien des villes (en l'occurrence Trieste, ville d'Italo Svevo) que des individus et souvent les premières sont plus inoubliables que les seconds, écrit Jacques Lourcelles. « Il montre simultanément l'amère beauté et la cruauté des lieux où les personnages sont prisonniers (...), victimes, entre autres, de la pétrification de la société. »
Freddy Buache cite, à ce propos, le poète local Umberto Saba qui écrivait : « Trieste a une ombrageuse grâce. Si elle plaît, c'est comme un garçon âpre et vorace, aux yeux d'azur, aux mains trop grandes pour offrir une fleur, elle est comme un amour avec de la jalousie... », et dont on décèle dans le film un lointain écho.